# Ritus des Aufsteigens
Ritus des Aufsteigens (Originaltitel: Firstborn) ist die 21. Folge der siebenten Staffel der US-amerikanischen Science-Fiction-Fernsehserie Raumschiff Enterprise – Das nächste Jahrhundert. Sie wurde in den Vereinigten Staaten über Syndication vermarktet und erstmals am 25. April 1994 auf verschiedenen Fernsehsendern ausgestrahlt. In Deutschland war sie zum ersten Mal am 20. Juli 1994 in einer synchronisierten Fassung auf Sat.1 zu sehen.

## Handlung
Im Jahr 2370 bei Sternzeit 47779.4 versucht der Klingone Worf, der Sicherheitschef der Enterprise, seinen Sohn Alexander auf ein Aufstiegsritual vorzubereiten, das einen wichtigen Schritt auf seinem Weg zum Krieger darstellt. Alexander nimmt die Sache aber nicht ernst und zeigt überhaupt wenig Interesse daran, ein Krieger zu werden, denn seine verstorbene Mutter war der Ansicht, er müsse nicht den klingonischen Traditionen folgen, wenn er das nicht will. Worf sieht ein, dass die Entscheidung letztlich bei Alexander liegt, er möchte seinem Sohn aber dennoch mehr über die klingonische Kultur beibringen. Da die Enterprise gerade keinen wichtigen Auftrag zu erfüllen hat, schlägt Captain Picard einen kurzen Abstecher nach Maranga IV vor. Dort befindet sich ein klingonischer Außenposten, auf dem gerade ein Festival stattfindet. Worf und Alexander besuchen es und sehen sich eine Aufführung an, bei der der Kampf des Reichsgründers Kahless gegen den Tyrannen Molor nachgestellt wird. Alexander findet Gefallen an dem Festival, doch als sie aufs Schiff zurückkehren wollen, werden er und sein Vater plötzlich von drei bewaffneten Männern angegriffen. Mit der unerwarteten Hilfe eines älteren Klingonen kann Worf die Angreifer in die Flucht schlagen.
Der Fremde stellt sich als K’mtar vor und erklärt, er sei der „Gin’tak“ (eine Art Berater) von Worfs Familie. Er sei von Worfs Bruder Kurn geschickt worden, um ihn und Alexander zu beschützen. K’mtar hebt einen Dolch auf, den einer der Angreifer zurückgelassen hat. Er ist mit dem Wappen der Duras-Familie verziert, den Erzfeinden von Worfs Familie, die ihr ihren Sitz im klingonischen Hohen Rat streitig machen wollen. K’mtar würde den Fall gern allein regeln, doch da Worf ein Sternenflottenoffizier ist, besteht erste Offizier Will Riker, der den Captain vertritt, auf eigenen Ermittlungen und lässt nach den Anführern der Duras-Familie, den Schwestern Lursa und B’Etor suchen. Ihr letzter bekannter Aufenthaltsort war die Raumstation Deep Space Nine, doch ihr Besuch dort liegt schon viele Monate zurück. Dennoch kann Riker von dem auf der Station ansässigen Barbesitzer Quark in Erfahrung bringen, dass die Duras-Schwestern gerüchteweise Bergbauausrüstung erworben haben, um ein Magnesit-Vorkommen im Kalla-System auszubeuten.
K’mtar verbringt einige Zeit mit Worf und Alexander. Worf muss eingestehen, dass Alexanders Kenntnisse der Kampfkunst zu wünschen übrig lassen. K’mtar will den Jungen weiter unterweisen und übt mit ihm auf dem Holodeck. Er lässt ihn gegen einen simulierten Gegner antreten, doch Alexander weigert sich, ihn zu töten. Das enttäuscht K’mtar und er rät Worf, seinen Sohn auf eine klingonische Schule zu schicken, denn ein Schiff voller Menschen sei nicht der passende Ort, um einen Krieger großzuziehen. Notfalls wäre er sogar bereit, Worfs Eignung als Erziehungsberechtigter anzufechten, denn das Wohl der Familie steht auf dem Spiel, da Alexander später einmal ihr Oberhaupt sein wird.
Im Kalla-System trifft die Enterprise lediglich auf den Dopterianer Gorta. Er erklärt, die Duras-Schwestern hätten bereits alles abgebaut und ihn hier zurückgelassen. Im Gegenzug für eine freie Passage auf der Enterprise verrät er, dass sie beabsichtigen, das Magnesit an einen yridianischen Händler zu verkaufen, den sie im Ufandi-System treffen wollen. Dort findet die Enterprise tatsächlich ein yridianisches Frachtschiff vor, das eine kleinere Menge an Magnesit geladen hat. Dessen Captain Yog behauptet, das Magnesit von einem anderen Händler erworben zu haben, der schon wieder weggeflogen sei. Laut Scan befinden sich im Frachtraum allerdings nur 500 kg statt der erwarteten 10 t. Riker bringt Yog dazu, ihm das Magnesit für einen großzügigen Preis zu verkaufen. Statt auf die Enterprise lässt er es aber ins All beamen und dann darauf feuern. Die Explosion bringt ein getarntes klingonisches Kriegsschiff zum Vorschein. Wie von Riker vermutet waren die Duras-Schwestern immer noch anwesend, da ihre Transaktion mit Yog noch nicht abgeschlossen war. Lursa und B’Etor begeben sich auf die Enterprise, um zu erfahren, was man von ihnen will. Sie behaupten, nichts von einem Attentat auf Worf zu wissen, werden aber stutzig, als man ihnen den Dolch präsentiert. B’Etor entdeckt in dem Familienwappen ein Zeichen, das Lursas Sohn repräsentiert. Der ist aber noch gar nicht geboren und Lursa hat erst vor wenigen Tagen von ihrer Schwangerschaft erfahren und außer ihrer Schwester noch niemandem davon erzählt.
Worf will mit K’mtar über diese Merkwürdigkeit reden, der sich diskret von der Befragung zurückgezogen hat. Worf findet ihn, wie er eine Waffe auf den schlafenden Alexander richtet. Worf überwältigt ihn und der alte Klingone bittet um Gnade. Er behauptet, er sei nicht K’mtar, sondern in Wirklichkeit sein Sohn Alexander, der aus der Zukunft 40 Jahre zurückgereist ist. Indem er ausführlich die letzten Momente im Leben seiner Mutter beschreibt, kann er Worf vom Wahrheitsgehalt seiner Behauptung überzeugen. Er erklärt, er habe nicht den Weg eines Kriegers eingeschlagen, sondern sei Diplomat geworden. Einseitig erklärte er alle Fehden für beendet und bot den Feinden seiner Familie Frieden an. Die hielten ihn jedoch für schwach und verbündeten sich gegen ihn. Schließlich musste er mit ansehen, wie sein Vater Worf ermordet wurde. Er entschied sich daher, seine Fehlentscheidung zu korrigieren und sein jüngeres Ich auf einen anderen Pfad zu lenken. Er hat deshalb das Attentat inszeniert und wollte den jungen Alexander zu einem Krieger ausbilden. Er fürchtet allerdings, dass er bei diesem Vorhaben versagt hat. Worf meint, er habe bereits durch seine Zeitreise die Geschichte verändert. Vielleicht habe sich Alexanders Einstellung nicht geändert, dafür aber die von Worf. Er hat jetzt erkannt, dass sein Sohn eine noble Zukunft vor sich hat, auch wenn er kein Krieger wird, und Worf will ihn dabei unterstützen. Dadurch wird vielleicht eine andere Zukunft eintreten. Worf und der alte Alexander versichern sich ihrer Liebe, dann kehrt Alexander in seine Zeit zurück. Als der junge Alexander erwacht, erklärt ihm Worf, dass K’mtar überraschend aufbrechen musste und er ihn leider eine ganze Weile nicht mehr sehen wird. Er habe aber ausrichten lassen, dass er Alexander immer respektieren wird, welchen Weg er im Leben auch einschlagen mag. Worf ergänzt, dass das gleiche auch für ihn selbst gilt.

## Verbindungen zu anderen Star-Trek-Produktionen
Die Handlung von Ritus des Aufsteigens nimmt Bezug auf mehrere frühere Star-Trek-Folgen:
- Der Tod von Alexanders Mutter K’Ehleyr in Folge 4.07 (Tödliche Nachfolge) von Raumschiff Enterprise – Das nächste Jahrhundert aus dem Jahr 1990 wird thematisiert.
- Die Machenschaften von Lursa und B’Etor in Folge 1.03 (Die Khon-Ma) von Star Trek: Deep Space Nine aus dem Jahr 1993 werden erwähnt.

Das Kalla-System ist auch in mehreren Folgen der 2020 gestarteten animierten Serie Star Trek: Lower Decks ein wichtiger Handlungsort.

## Produktion

### Drehbuch
Mark Kalbfelds ursprüngliche Idee für diese Folge unterschied sich ganz erheblich vom Endergebnis. Eigentlich sollte es um ein romulanisches Raumschiff gehen, das aus einer Zukunft zurückkehrt, in der zwischen den Romulanern und der Föderation Frieden herrscht. An Bord des Schiffes sollte sich eine zukünftige Version von Will Riker befinden. Die ganze Sache sollte sich dann als eine romulanische Täuschung herausstellen. Die Geschichte wurde vom Produktionsteam der Serie aber als zu gewöhnlich bewertet und stark überarbeitet. Ausgehend von einer abgelehnten Idee von Joe Menosky wurde Riker durch Alexander Rozhenko ersetzt. Menosky hatte zunächst im Sinn, dass Alexander durch ein Zeitportal fallen und dadurch schlagartig zu einem 25-Jährigen werden sollte. Dies wurde abgeändert zu einem erwachsenen Alexander, der in der Zeit zurückreist, um sein jüngeres Ich zu töten. Menoskys ursprüngliche Idee wurde schließlich als Folge 6.24 (Das Zeitportal) von Star Trek: Deep Space Nine umgesetzt.

### Regie und Kamera
Jonathan West, der eigentlich seit der sechsten Staffel als bildgestaltender Kameramann (Director of photography) von Raumschiff Enterprise – Das nächste Jahrhundert tätig war, gab hier sein Regiedebüt. Wie bereits in der unmittelbar vorangegangenen Episode Am Ende der Reise wurde er durch Kris Krosskove als bildgestaltender Kameramann vertreten.

### Darsteller
Brian Bonsall hat hier seinen letzten von sieben Auftritten als Alexander Rozhenko. Die Figur trat später noch in zwei Folgen der sechsten Staffel von Star Trek: Deep Space Nine auf, wurde dort aber von Marc Worden verkörpert. Der Darstellerwechsel wurde nötig, damit gezeigt werden konnte, dass Klingonen schneller heranwachsen als Menschen und Alexander inzwischen ein Jugendlicher bzw. junger Erwachsener ist.
Barbara March und Gwynyth Walsh haben hier ihren letzten Auftritt als Lursa und B’Etor in einer Star-Trek-Fernsehserie. Später waren sie noch ein letztes Mal im Spielfilm Star Trek: Treffen der Generationen zu sehen.
Rickey D’Shon Collins hat hier seinen letzten von drei Auftritten als Eric Burton in Raumschiff Enterprise – Das nächste Jahrhundert.
James Sloyan, Darsteller von K'mtar, hatte zuvor bereits den romulanischen Admiral Jarok in Folge 3.10 (Der Überläufer) von Raumschiff Enterprise – Das nächste Jahrhundert gespielt. Er spielte auch Dr. Mora Pol in zwei Folgen von Star Trek: Deep Space Nine und Dr. Jetrel in Folge 1.15 (Dr. Jetrels Experiment) von Star Trek: Raumschiff Voyager.
Joel Swetow, Darsteller von Yog, hatte zuvor bereits den Cardassianer Gul Jasad im Pilotfilm Der Abgesandte von Star Trek: Deep Space Nine gespielt. Er spielte später noch den andorianischen Botschafter Thoris in Folge 4.21 (Terra Prime) von Star Trek: Enterprise.
Nach Siddig El Fadil als Dr. Julian Bashir in Folge 6.16 (Der Moment der Erkenntnis, Teil I) hat hier mit Armin Shimerman als Quark ein zweiter Hauptdarsteller aus der Spin-off-Serie Star Trek: Deep Space Nine einen Auftritt in Raumschiff Enterprise – Das nächste Jahrhundert.
John Kenton Shull, Darsteller von Molor, übernahm auch weitere Gastrollen in zwei Folgen von Star Trek: Deep Space Nine und in drei Folgen von Star Trek: Raumschiff Voyager.

### Modelle
Für das yridianische Frachtschiff wurde ein Modell in unveränderter Form wiederverwendet, das in Folge 6.20 (Das fehlende Fragment) von Raumschiff Enterprise – Das nächste Jahrhundert als yridianischer Zerstörer zu sehen war.

## Rezeption
Die Folge wurde 1994 für einen Primetime Emmy Award in der Kategorie „Beste Frisur für eine Serie“ nominiert.
Keith DeCandido bewertete Ritus des Aufsteigens 2013 auf tor.com als eine durchschnittliche Folge von Raumschiff Enterprise – Das nächste Jahrhundert. Er lobte die Schauspielleistung von James Sloyan und den anderen Gastdarstellern. Weiterhin fand er das klingonische Festival gut inszeniert. Die eigentliche Geschichte fand er jedoch nicht überzeugend, da der zeitreisende Alexander einen recht dummen Plan verfolgt und ihn auch noch schlecht ausführt. Er hätte eigentlich wissen müssen, dass die Besatzung der Enterprise nach einem Attentatsversuch auf Worf alles unternehmen wird, um Lursa und B’Etor aufzuspüren. Dass er am Ende versucht, sein jüngeres Ich zu töten, ergibt für DeCandido überhaupt keinen Sinn.